# Typoma quedenfeldti
Typoma quedenfeldti là một loài bọ cánh cứng trong họ Cerambycidae.